# Вільгельм Людвіг (герцог Вюртембергу)
Вільгельм Людвіг (нім. Вільгельм Людвіг; 7 січня 1647 — 23 червня 1677) — 9-й герцог Вюртембергу в 1674—1677 роках.

## Життєпис
Походив з Вюртемберзького дому, Штутгартської гілки. П'ятий син Ебергарда III, герцога Вюртембергу, та Анни Катерини Зальм-Кірбурзької. Народився 1647 року в Штутгарті. 1659 року після смерті старшого брата Йоганна Фрідріха став спадкоємцем трону, оскількі інші старші за віком брати померли ще до того. Здобув класичнну освіту в Тюбінгенському університеті.
1673 року пошлюбив представницю Гессенського дому. 1674 року після смерті батька успадкував трон. Продовжив внутрішню і зовнішню політику попередника. 1677 року раптово помер в лазні в Гірсау. Йому спадкував син Ебергард Людвіг при регентстві матері.

## Родина
Дружина — Магдалена Сибілла, донька Людвіга VI, ландграфа Гессен-Дармштадту
Діти:
- Елеонора Доротея (1674—1683)[4]
- Ебергардіна Луїза (1675—1707)[5]
- Ебергард Людвіг (1676—1733) — герцог Вюртемберзький
- Магдалена Вільгельміна (1677—1742) — одружена з Карлом III Вільгельмом, маркграфом Баден-Дурлахським